# Rachuonyo
Rachuonyo är ett av Kenyas 71 administrativa distrikt, och ligger i provinsen Nyanza. År 1999 hade distriktet 307 126 invånare. Huvudorten är Oyugis.